# Thionia ecuadoriensis
Thionia ecuadoriensis är en insektsart som beskrevs av Schmidt 1910. Thionia ecuadoriensis ingår i släktet Thionia och familjen sköldstritar. Inga underarter finns listade i Catalogue of Life.